# Ханаанизъм
Ханаанизмът или Канаанизмът (френ. cananéisme) е културно и идеологическо движение активно в периода 1939 г. – 1970 г. достигайки пик през 40-те години на 20 век сред евреите в Палестина. Изразява се в ревизиран и радикализиран регионален ционизъм в контекста на повсеместната власт в Евразия на авторитарни и тоталитарни режими (Sitz im Leben). Има за цел да съживи идеята за еврейска нация в Близкия изток.
Ханаанизмът повлиява силно върху еврейското изкуство, литература, духовен живот и политическа мисъл. Неговите привърженици били наричани пейоративно "ханаанците" (на иврит: הכנענים), а официалното име на движението е на иврит: הוועד לגיבוש הנוער העברי.
Първоначалното отношение към ханаанизма било изцяло в пейоративен план. Всички свързвали ранните корени на този ревизионистичен ционизъм, наречен ханаанизъм, с европейските крайно десни движения, и най-вече с италианския фашизъм.  Повечето от членовете на движението били членове на Иргун или на Лехи. 
Ханаанистите изтъквали древноеврейския език и древната семитска цивилизация на Ханаан за общосемитски свързващ корен между евреи и повечето народи в Близкия изток. Те се пробвали на основа на миналото, съживявайки спомена за общ произход, език и цивилизация, да помирят и обединят разделеното население на Палестина, и съответно да тушират нарастващата арабска подозрителност към тясноционистките планове. Според ханаанистите, „света на еврейството и света на исляма били двете страни на една и съща монета“, което се показвало и доказвало от юдео-арабския език и т.н.
Предвид изхода от Втората световна война и последвалия арабско-израелски конфликт след създаването на държавата Израел през 1948 г., ханаанизмът като обществено движение търпи повсеместно крушение, още повече, че дори в разцвета си има слаба гражданска подкрепа както сред евреите, така и сред палестинските араби.